# Hugh MacKays Grab
Hugh MacKays Grab ist ein unterirdischer Grabbau auf der schottischen Hebrideninsel Orsay. Er befindet sich an der nordwestlichen Umfriedung des Friedhofs der  St  Oran’s Chapel etwa 60 m südlich der Nordwestküste der Insel. 1971 wurde Hugh MacKays Grab in die britischen Denkmallisten in der Kategorie B aufgenommen.

## Beschreibung
Der dort bestattete Hugh MacKay gehörte einer Familie von Verwaltungsbeamten an, welchen regionale, administrative Aufgaben oblagen. Sie dienten dabei den Führern des Clans MacDonald als diese als Lords of the Isles über Islay und Teile der Hebriden herrschten.
Der Grabbau ist das einzige noch erhaltene Anzeichen für Bestattungen innerhalb der Friedhofsmauern, da während des Baus des Leuchtturms auf Orsay wahrscheinlich alle Kreuze und Steine entfernt wurden. Über die Ausmaße des Grabbaus sind unterschiedliche Angaben zu finden. Während in Aufzeichnungen aus dem Jahre 1974 die Länge der Gruft mit 3 m bei einer Breite von 1,8 m und einer Höhe von 1,1 m angegeben wird, ist aus dem Jahre 1978 eine Grundfläche von 1,95 × 0,5 m2 bei unbekannter Höhe verzeichnet. Die etwa 50 cm mächtigen Wände des unterirdischen Grabes bestehen aus Bruchstein, der mit Lehmmörtel verfugt wurde. Als Abdeckung wurden flache Bruchsteine verwendet, die nochmals mit Geröll bedeckt wurden. Die Entstehung des Grabbaus wird auf das späte Mittelalter geschätzt.
Nahebei gefundene Kreuzfragmente sind heute im Islay Museum zu besichtigen. Sie stammen möglicherweise aus dem 6.–8. Jahrhundert. Sie stehen wahrscheinlich nicht in zeitlicher Verbindung mit Hugh MacKays Grab.